# Gymnosoma rotundata
Gymnosoma rotundata là một loài ruồi trong họ Tachinidae.